# 世界幻想文学大賞
世界幻想文学大賞（せかいげんそうぶんがくたいしょう、World Fantasy Award）は、1975年に創設された、ファンタジー作品を対象としたアメリカ合衆国の文学賞。SFやホラーも視野に入れている。スペキュレイティヴ・フィクションに与えられる賞としては、ヒューゴー賞・ネビュラ賞に並ぶ三大賞のひとつと見なされている。
受賞作は、投票形式のヒューゴー賞やネビュラ賞とは異なり、選考委員による選考会形式で決定される。各部門5～6件の最終候補は、2件はその年の世界ファンタジー大会（1975年から年一回開催されている、大規模コンベンションのひとつ）の参加登録者によるファン投票で選ばれ、残りは選考委員が選出する。選考委員は比較的少人数で、毎年変わる。授賞式は世界ファンタジー大会において行なわれる。

## 部門
2017年現在の公式部門は下記のとおり。
| 現在の部門                                                       | 開始年 | 対象                                                                                               |
| ---------------------------------------------------------------- | ------ | -------------------------------------------------------------------------------------------------- |
| 長編部門（Best Novel）                                           | 1975   | 4万語以上の小説                                                                                    |
| 中編部門（Best Novella）                                         | 1982   | 1万語〜4万語の小説                                                                                 |
| 短編部門（Best Short Story）                                     | 1975   | 1万語未満の小説                                                                                    |
| 短編集部門（Best Collection）                                    | 1975   | 単一著者による短編小説集                                                                           |
| アンソロジー部門（Best Anthology）                               | 1988   | 複数著者によるアンソロジー                                                                         |
| アーティスト部門（Best Artist）                                  | 1975   | アーティスト                                                                                       |
| 特別賞・プロフェッショナル（Special Award—Professional）         | 1975   | ファンタジー分野で顕著な業績をあげたプロフェッショナル（編集者、出版社、ノンフィクション作家など） |
| 特別賞・ノンプロフェッショナル（Special Award—Non-professional） | 1975   | ファンタジー分野で顕著な業績をあげた非プロフェッショナル（ファンライターなど）                     |
| 大会賞（Convention Award）                                       | 1978   | ファンタジー分野に顕著な貢献をした人物・団体                                                       |
| 生涯功労賞（Life Achievement）                                   | 1975   | ファンタジー分野で顕著な功績を残した人物・団体                                                     |

## 受賞リスト
年度は授賞年（刊行の翌年）。

### 1970年代
1975
- 長編 『妖女サイベルの呼び声』The Forgotten Beasts of Eld, パトリシア・A・マキリップ
- 短編 "Pages From a Young Girl's Diary", ロバート・エイクマン
- アンソロジー/短編集 Worse Things Waiting, マンリー・ウェイド・ウェルマン
- 生涯功労賞 ロバート・ブロック

1976
- 長編 『ある日どこかで』Bid Time Return, リチャード・マシスン
- 短編 「ベルゼン急行」"Belsen Express", フリッツ・ライバー
- アンソロジー/短編集 『エステルハージ博士の事件簿』The Enquiries of Doctor Eszterhazy, アヴラム・デイヴィッドスン
- 生涯功労賞 フリッツ・ライバー

1977
- 長編 『ドクター・ラット』Dr. Rat, ウィリアム・コツウィンクル
- 短編 "Winner There's a Long, Long Trail A-Winding", ラッセル・カーク
- アンソロジー/短編集 『あなたに恐怖を！―心理サスペンス』Frights, カービー・マッコーリー編
- 生涯功労賞 レイ・ブラッドベリ

1978
- 長編 『闇の聖母』Our Lady of Darkness, フリッツ・ライバー
- 短編 「煙突」"Chimney", ラムジー・キャンベル
- アンソロジー/短編集 Murgunstrumm and Others, ヒュー・B・ケイヴ
- 生涯功労賞 フランク・ベルナップ・ロング

1979
- 長編 『グローリアーナ』Gloriana, マイクル・ムアコック
- 短編 「ナポリ」"Naples", アヴラム・デイヴィッドスン
- アンソロジー/短編集 Shadows, チャールズ・L・グラント編
- 生涯功労賞 ホルヘ・ルイス・ボルヘス

### 1980年代
1980
- 長編 『冬の狼』Watchtower, エリザベス・A・リン
- 短編 "Macintosh Willy", ラムジー・キャンベル／「月を愛した女」"The Woman Who Loved the Moon", エリザベス・A・リン
- アンソロジー/短編集 Amazons!, ジェシカ・アマンダ・サーモンソン（英語版）
- 生涯功労賞 マンリー・ウェイド・ウェルマン

1981
- 長編 『拷問者の影』The Shadow of the Torturer, ジーン・ウルフ
- 短編 「みっともないニワトリ」"The Ugly Chickens", ハワード・ウォルドロップ
- アンソロジー/短編集 『闇の展覧会』Dark Forces, カービー・マッコーリー編
- 生涯功労賞 C・L・ムーア

1982
- 長編 『リトル、ビッグ』Little, Big, ジョン・クロウリー
- 中編 「火がともるとき」"The Fire When It Comes", パーク・ゴドウィン（英語版）
- 短編
  - "The Dark Country",デニス・エチスン（英語版）
  - 「入り江」"Do the Dead Sing?", スティーヴン・キング
- アンソロジー/短編集 Elsewhere, テリ・ウィンドリング＆Mark Alan Arnold編
- 生涯功労賞 イタロ・カルヴィーノ

1983
- 長編 『魔界の盗賊』Nifft the Lean, マイクル・シェイ
- 中編 "Confess the Seasons", チャールズ・L・グラント（英語版）／"Beyond Any Measure", カール・エドワード・ワグナー
- 短編 「ゴルゴン」"The Gorgon", タニス・リー
- アンソロジー/短編集 Nightmare Seasons, チャールズ・L・グラント
- 生涯功労賞 ロアルド・ダール

1984
- 長編 The Dragon Waiting, ジョン・M・フォード（英語版）
- 中編 "Black Air", キム・スタンリー・ロビンスン
- 短編 「彼女は三（死の女神）」"Winner Elle Est Trois (La Mort)", タニス・リー
- アンソロジー/短編集 High Spirits, ロバートソン・デイヴィス
- 生涯功労賞 L・スプレイグ・ディ＝キャンプ、リチャード・マシスン、E・ホフマン・プライス、ジャック・ヴァンス、ドナルド・ワンドレイ

1985
- 長編 『ミサゴの森』Mythago Wood, ロバート・ホールドストック／『鳥姫伝』Bridge of Birds, バリー・ヒューガート
- 中編 「征たれざる国」"The Unconquered Country", ジェフ・ライマン
- 短編 "Still Life with Scorpion", スコット・ベイカー／"The Bones Wizard", アラン・ライアン
- アンソロジー/短編集 『ミッドナイト・ミートトレイン』『ジャクリーン・エス』『セルロイドの息子』 Clive Barker's Books of Blood Vol.1-3, クライヴ・バーカー
- 生涯功労賞 シオドア・スタージョン

1986
- 長編 『カーリーの歌』Song of Kali, ダン・シモンズ
- 中編 "Nadelman's God", T・E・D・クライン
- 短編 「ペーパー・ドラゴン」"Paper Dragons", ジェイムズ・P・ブレイロック
- アンソロジー/短編集 Imaginary Lands, ロビン・マッキンリイ編
- 生涯功労賞 アヴラム・デイヴィッドスン

1987
- 長編 『香水』Perfume, パトリック・ジュースキント
- 中編 「ハットラック川の奇跡」"Hatrack River", オースン・スコット・カード
- 短編 「赤い光」 "Red Light", デイヴィッド・J・ショウ
- アンソロジー/短編集 『すべてのまぼろしはキンタナ・ローの海に消えた』Tales of the Quintana Roo, ジェイムズ・ティプトリー・Jr.
- 生涯功労賞 ジャック・フィニイ

1988
- 長編 『リプレイ』Replay, ケン・グリムウッド
- 中編 「バッファローの娘っこ、晩になったら出ておいで」"Buffalo Gals, Won't You Come", アーシュラ・K・ル・グイン
- 短編 「友の最良の人間」"Friend's Best Man", ジョナサン・キャロル
- アンソロジー The Architecture of Fear, Kathryn Cramer, Peter D. Pautz編／The Dark Descent, デヴィッド・G・ハートウェル編
- 短編集 『ジャガー・ハンター』 The Jaguar Hunter, ルーシャス・シェパード
- 生涯功労賞 エヴリット・ブライラー

1989
- 長編 『ココ』Koko, ピーター・ストラウブ
- 中編 「皮剥ぎ人」"The Skin Trade", ジョージ・R・R・マーティン
- 短編 "Solstice, Camelot Station" (Poem),  ジョン・M・フォード
- アンソロジー The Year's Best Fantasy: First Annual Collection, エレン・ダトロウ＆テリ・ウィンドリング編
- 短編集 Storeys from the Old Hotel, ジーン・ウルフ／Angry Candy, ハーラン・エリスン
- 生涯功労賞 エヴァンジェリン・ウォルトン

### 1990年代
1990
- 長編 Lyonesse: Madouc, ジャック・ヴァンス
- 中編 「時の偉業」"Great Work of Time", ジョン・クロウリー
- 短編 「幻影師、アイゼンハイム」"The Illusionist", スティーヴン・ミルハウザー
- アンソロジー The Year's Best Fantasy: Second Annual Collection, エレン・ダトロウ＆テリ・ウィンドリング編
- 短編集 Richard Matheson: Collected Stories, リチャード・マシスン
- 生涯功労賞 R・A・ラファティ

1991
- 長編 Only Begotten Daughter, ジェイムズ・モロウ／『吟遊詩人トーマス』Thomas the Rhymer, エレン・カシュナー
- 中編 「骨」"Bones", パット・マーフィー
- 短編 "A Midsummer Night's Dream" (コミックシリーズ『サンドマン』の1編), ニール・ゲイマン＆チャールズ・ヴェス
- アンソロジー Best New Horror, Stephen Jones, ラムジー・キャンベル編
- 短編集 『すべての終わりの始まり』The Start of the End of It All, キャロル・エムシュウィラー
- 生涯功労賞 レイ・ラッセル

1992
- 長編 『少年時代』Boy's Life, ロバート・R・マキャモン
- 中編 "The Ragthorn", ロバート・ホールドストック＆ギャリー・キルワース
- 短編 "The Somewhere Doors", フレッド・チャペル
- アンソロジー The Year's Best Fantasy & Horror: Fourth Annual Collection, エレン・ダトロウ＆テリ・ウィンドリング編
- 短編集 The Ends of the Earth, ルーシャス・シェパード
- 生涯功労賞 エド・カーティア

1993
- 長編 Last Call, ティム・パワーズ
- 中編 "The Ghost Village", ピーター・ストラウブ
- 短編 「最後のクラス写真」"This Year's Class Picture", ダン・シモンズ
- アンソロジー MetaHorror, Dennis Etchison編
- 短編集 The Sons of Noah and Other Stories, ジャック・ケイディ
- 生涯功労賞 ハーラン・エリスン

1994
- 長編 『グリンプス』Glimpses, ルイス・シャイナー
- 中編 "Under the Crust", テリー・ラムゼイ（Terry Lamsley）
- 短編 "The Lodger", フレッド・チャペル
- アンソロジー Full Spectrum 4, Lou Aronica, Amy Stout, Betsy Mitchell編
- 短編集 Alone With the Horrors, ラムジー・キャンベル
- 生涯功労賞 ジャック・ウィリアムスン

1995
- 長編 Towing Jehovah, ジェイムズ・モロウ
- 中編 「過ぎにし夏、マーズ・ヒルで」"Last Summer at Mars Hill", エリザベス・ハンド
- 短編 「黒いスーツの男」"The Man in the Black Suit", スティーヴン・キング
- アンソロジー "Little Deaths", エレン・ダトロウ編
- 短編集 "The Calvin Coolidge Home for Dead Comedians", "A Conflagration Artist", ブラッドリー・デントン
- 生涯功労賞 アーシュラ・K・ル＝グウィン

1996
- 長編 『奇術師』The Prestige, クリストファー・プリースト
- 中編 "Radio Waves", マイクル・スワンウィック
- 短編 "The Grass Princess", ギネス・ジョーンズ
- アンソロジー The Penguin Book of Modern Fantasy by Women, A. Susan Williams, Richard Glyn Jones編
- 短編集 Seven Tales and a Fable, ギネス・ジョーンズ
- 生涯功労賞 ジーン・ウルフ

1997
- 長編 Godmother Night, レイチェル・ポラック（英語版）
- 中編 "A City in Winter", マーク・ヘルプリン
- 短編 「十三の幻影」"Thirteen Phantasms", ジェイムズ・P・ブレイロック
- アンソロジー Starlight 1, パトリック・ニールセン・ヘイデン編
- 短編集 The Wall of the Sky, the Wall of the Eye, ジョナサン・レセム
- 生涯功労賞 マデレイン・レングル

1998
- 長編 『白い果実』The Physiognomy, ジェフリー・フォード
- 中編 "Streetcar Dreams", リチャード・ボウズ（英語版）
- 短編 "Dust Motes", P・D・カセック
- アンソロジー "Bending the Landscape: Fantasy", ニコラ・グリフィス、スティーヴン・ペーゲル編
- 短編集 "The Throne of Bones", ブライアン・マクノートン
- 生涯功労賞 エドワード・L・ファーマン、アンドレ・ノートン

1999
- 長編 The Antelope Wife, ルイーズ・アードリック
- 中編 「夏の涯ての島」"The Summer Isles", イアン・R・マクラウド
- 短編 「スペシャリストの帽子」"The Specialist's Hat", ケリー・リンク
- アンソロジー Dreaming Down-Under, ジャック・ダン, Janeen Webb編
- 短編集 Black Glass, カレン・ジョイ・ファウラー
- 生涯功労賞 ヒュー・B・ケイヴ

### 2000年代
2000
- 長編 『魔術探偵スラクサス』Thraxas, マーティン・スコット
- 中編 The Transformation of Martin Lake, ジェフ・ヴァンダミア
- 短編 「チョップ・ガール」"The Chop Girl", イアン・R・マクラウド
- アンソロジー Silver Birch Blood Moon, エレン・ダトロウ＆テリ・ウィンドリング編
- 短編集 Moonlight and Vines, チャールズ・デ・リント／Reave the Just and Other Tales, ステファン・ドナルドソン
- 生涯功労賞 マリオン・ジマー・ブラッドリー、マイケル・ムアコック

2001
- 長編 Galveston, ショーン・ステュアート／Declare, ティム・パワーズ
- 中編 "The Man on the Ceiling", スティーヴ・ラズニック・テム&メラニー・テム
- 短編 「ポタワトミーの巨人」"The Pottawatomie Giant", アンディ・ダンカン
- アンソロジー Dark Matter: A Century of Speculative Fiction from the African Diaspora, Sheree R. Thomas編
- 短編集 Beluthahatchie and Other Stories, アンディ・ダンカン
- 生涯功労賞 フランク・フラゼッタ、フィリップ・ホセ・ファーマー

2002
- 長編 『アースシーの風』The Other Wind, アーシュラ・K・ル・グイン
- 中編 "The Bird Catcher", S・P・ソムトウ
- 短編 "Queen for a Day", Albert E. Cowdrey
- アンソロジー The Museum of Horrors, Dennis Etchison
- 短編集 Skin Folk, ナロ・ホプキンスン
- 生涯功労賞 フォレスト・J・アッカーマン、George Scithers

2003
- 長編 『人生の真実』The Facts of Life, グレアム・ジョイス／『影のオンブリア』Ombria in Shadow, パトリシア・A・マキリップ
- 中編 「図書館」"The Library", ゾラン・ジフコヴィッチ
- 短編 「創造」"Creation", ジェフリー・フォード
- アンソロジー The Green Man: Tales from the Mythic Forest, エレン・ダトロウ＆テリ・ウィンドリング編
- 短編集 The Fantasy Writer's Assistant and Other Stories, ジェフリー・フォード
- 生涯功労賞 ロイド・アリグザンダー、ドナルド・M・グラント

2004
- 長編 『ドラゴンがいっぱい』Tooth and Claw, ジョー・ウォルトン（別題『アゴールニンズ』）
- 中編 "A Crowd of Bone", Greer Gilman
- 短編 "Don Ysidro", Bruce Holland Rogers
- アンソロジー Strange Tales, Rosalie Parker編
- 短編集 Bibliomancy, エリザベス・ハンド
- 生涯功労賞 スティーヴン・キング、ゲイアン・ウィルソン

2005
- 長編 『ジョナサン・ストレンジとミスター・ノレル』Jonathan Strange and Mr Norrell、スザンナ・クラーク
- 中編 "The Growlimb", マイクル・シェイ
- 短編 「沈んでいく姉さんを送る歌」"Singing My Sister Down", マーゴ・ラナガン
- アンソロジー Acquainted with the Night, Barbara Roden & Christopher Roden編／Dark Matter: Reading the Bones, Sheree R. Thomas編
- 短編集 『ブラックジュース』Black Juice, マーゴ・ラナガン
- 生涯功労賞 キャロル・エムシュウィラー、トム・ドハーティ

2006
- 長編 『海辺のカフカ』 村上春樹
- 中編 「自発的入院」"Voluntary Committal", ジョー・ヒル
- 短編 "CommComm", ジョージ・ソーンダーズ
- アンソロジー The Fair Folk, Marvin Kaye編
- 短編集 The Keyhole Opera, ブルース・ホランド・ロジャーズ
- 生涯功労賞 ジョン・クロウリー、Stephen Fabian

2007
- 長編 Soldier of Sidon, ジーン・ウルフ
- 中編 "Botch Town", ジェフリー・フォード
- 短編 「王国への旅」"Journey Into the Kingdom", M・リッカート
- アンソロジー "Salon Fantastique", エレン・ダトロウ＆テリ・ウィンドリング編
- 短編集 "Map of Dreams", M・リッカート
- 生涯功労賞 ダイアナ・ウィン・ジョーンズ、Betty Ballantine

2008
- 長編 Ysabel, ガイ・ゲイブリエル・ケイ
- 中編 「イリリア」"Illyria", エリザベス・ハンド
- 短編 「アボラ山の歌」"Singing of Mount Abora", シオドラ・ゴス
- アンソロジー Inferno: New Tales of Terror and the Supernatural, エレン・ダトロウ編
- 短編集 Tiny Deaths, Robert Shearman
- 生涯功労賞 パトリシア・A・マキリップ、レオとダイアン・ディロン

2009
- 長編 The Shadow Year, ジェフリー・フォード／Tender Morsels, マーゴ・ラナガン
- 中編 "If Angels Fight", リチャード・ボウズ
- 短編 「26モンキーズ、そして時の裂け目」"26 Monkeys, Also the Abyss", キジ・ジョンスン
- アンソロジー Paper Cities: An Anthology of Urban Fantasy, エカテリーナ・セディア編
- 短編集 The Drowned Life, ジェフリー・フォード
- 生涯功労賞 ジェイン・ヨーレン、エレン・アッシャー

### 2010年代
2010
- 長編 『都市と都市』The City & The City, チャイナ・ミエヴィル
- 中編 "Sea-Hearts", マーゴ・ラナガン
- 短編 「ペリカン・バー」"The Pelican Bar", カレン・ジョイ・ファウラー
- アンソロジー American Fantastic Tales: Terror and the Uncanny: From Poe to the Pulps/From the 1940s to Now, ピーター・ストラウブ, Library of America編
- 短編集 There Once Lived a Woman Who Tried To Kill Her Neighbor's Baby: Scary Fairy Tales, リュドミラ・ペトルシェフスカヤ／The Very Best of Gene Wolfe/The Best of Gene Wolfe, ジーン・ウルフ
- 生涯功労賞 ブライアン・ラムレイ、テリー・プラチェット、ピーター・ストラウブ

2011
- 長編 Who Fears Death, ネディ・オコラフォ（英語版）
- 中編 「マコーリーのベレロフォンの初飛行」"The Maiden Flight of McCauley’s Bellerophon", エリザベス・ハンド
- 短編 「化石の兄弟」"Fossil-Figures", ジョイス・キャロル・オーツ
- アンソロジー  My Mother She Killed Me, My Father He Ate Me, Kate Bernheimer編
- 短編集 What I Didn't See and Other Stories, カレン・ジョイ・ファウラー
- 生涯功労賞 ピーター・S・ビーグル、アンヘリカ・ゴロディッシャー

2012
- 長編 Osama, ラヴィ・ティドハー
- 中編 "A Small Price to Pay for Birdsong", K・J・パーカー
- 短編 「紙の動物園」"The Paper Menagerie", ケン・リュウ
- アンソロジー Postscripts #28/#29: Exotic Gothic 4, Danel Olson編
- 短編集 The Bible Repairman and Other Stories, ティム・パワーズ
- 生涯功労賞 アラン・ガーナー、ジョージ・R・R・マーティン

2013
- 長編 『無限の書』Alif the Unseen, G・ウィロー・ウィルソン
- 中編 "Let Maps to Others"、K・J・パーカー
- 短編 "The Telling", Gregory Norman Bossert
- アンソロジー  The Weird, アン＆ジェフ・ヴァンダミア編
- 短編集 Where Furnaces Burn, Joel Lane
- 生涯功労賞 スーザン・クーパー、タニス・リー

2014
- 長編 『図書館島』A Stranger in Olondria, ソフィア・サマター
- 中編 "Wakulla Springs", アンディ・ダンカン＆エレン・クレイギス
- 短編 "The Prayer of Ninety Cats", ケイトリン・R・キアナン
- アンソロジー Dangerous Women, ジョージ・R・R・マーティン＆ガードナー・ドゾワ編
- 短編集 The Ape’s Wife and Other Stories, ケイトリン・R・キアナン
- 生涯功労賞 エレン・ダトロウ、チェルシー・クイン・ヤーブロ

2015
- 長編 『ボーン・クロックス』The Bone Clocks, デイヴィッド・ミッチェル
- 中編 "We Are All Completely Fine", ダリル・グレゴリイ
- 短編 "Do You Like to Look at Monsters?", スコット・ニコレイ（英語版）
- アンソロジー Monstrous Affections: An Anthology of Beastly Tales, ケリー・リンク＆ギャビン・J・グラント編
- 短編集 The Bitterwood Bible and Other Recountings, アンジェラ・スラッター（英語版）／Gifts for the One Who Comes After, ヘレン・マーシャル（Helen Marshall)
- 生涯功労賞 ラムジー・キャンベル、シェリ・S・テッパー

2016
- 長編 『鐘は歌う』The Chimes, アンナ・スメイル（英語版）
- 中編 "The Unlicensed Magician", ケリー・バーンヒル（英語版）
- 短編 "Hungry Daughters of Starving Mothers", アリッサ・ウォン（英語版）
- アンソロジー She Walks in Shadows, シルヴィア・モレーノ=ガルシア＆パウラ・R・スタイルズ（Paula R. Stiles）編
- 短編集 Bone Swans, C・S・E・クーニー（C.S.E. Cooney）
- 生涯功労賞 デイヴィッド・G・ハートウェル（英語版）、アンドレイ・サプコフスキ

2017
- 長編 『ホープは突然現れる』The Sudden Appearance of Hope, クレア・ノース
- 中編 『猫の街から世界を夢見る』The Dream-Quest of Vellitt Boe, キジ・ジョンスン
- 短編 「シュタインゲシェプフ」"Das Steingeschöpf", G・V・アンダーソン（G.V. Anderson）
- アンソロジー Dreaming in the Dark, ジャック・ダン編
- 短編集 A Natural History of Hell, ジェフリー・フォード
- 生涯功労賞 テリー・ブルックス、マリナ・ワーナー

2018
- 長編 The Changeling, ヴィクター・ラヴァル（英語版） / 『翡翠城市』Jade City, フォンダ・リー
- 中編 "Passing Strange", エレン・クレイジス（英語版）
- 短編 "The Birding: A Fairy Tale", Natalia Theodoridou
- アンソロジー The New Voices of Fantasy, ピーター・S・ビーグル、ジェイコブ・ワイズマン編
- 短編集 The Emerald Circus, ジェイン・ヨーレン
- 生涯功労賞 チャールズ・デ・リント、エリザベス・ウォルハイム

2019
- 長編 Witchmark, C・L・ポーク（英語版）
- 中編 "The Privilege of the Happy Ending", キジ・ジョンスン
- 短編 "Like a River Loves the Sky", Emma Törzs、"Ten Deals with the Indigo Snake", Mel Kassel
- アンソロジー Worlds Seen in Passing, Irene Gallo
- 短編集 The Tangled Lands, パオロ・バチガルピ、トバイアス・S・バッケル（英語版）編
- 生涯功労賞 宮崎駿、Jack Zipes（英語版）

### 2020年代
2020
- 長編 Queen of the Conquered, Kacen Callender（英語版）
- 中編 "Silver in the Wood", Emily Tesh
- 短編 "Read After Burning", Maria Dahvana Headley（英語版）
- アンソロジー New Suns: Original Speculative Fiction by People of Color, Nisi Shawl（英語版）
- 短編集 Song for the Unraveling of the World, ブライアン・エヴンソン
- 生涯功労賞 カレン・ジョイ・ファウラー、Rowena Morrill（英語版）

2021
- 長編 Trouble the Saints, Alaya Dawn Johnson（英語版）
- 中編 "Riot Baby", Tochi Onyebuchi（英語版）
- 短編 "Glass Bottle Dancer", Celeste Rita Baker
- アンソロジー The Big Book of Modern Fantasy, アン&ジェフ・ヴァンダミア
- 短編集 『おばちゃんたちのいるところ』Where the Wild Ladies, 松田青子
- 生涯功労賞 メガン・リンドーム、ハワード・ウォルドロップ

2022
- 長編 The Jasmine Throne, Tasha Suri
- 中編 "And What Can We Offer You Tonight", Premee Mohamed
- 短編 "(emet)", Lauren Ring
- アンソロジー The Year's Best African Speculative Fiction (2021), Oghenechovwe Donald Ekpeki
- 短編集 Midnight Doorways: Fables from Pakistan, Usman T. Malik
- 生涯功労賞 サミュエル・R・ディレイニー、テリ・ウィンドリング